# Нур (гміна)
Гміна Нур (пол. Gmina Nur) — сільська гміна у центральній Польщі. Належить до Островського повіту Мазовецького воєводства.
Станом на 31 грудня 2011 у гміні проживало 3020 осіб.

## Площа
Згідно з даними за 2007 рік площа гміни становила 102.85 км², у тому числі:
- орні землі: 75.00%
- ліси: 18.00%

Таким чином, площа гміни становить 8.40% площі повіту.

## Населення
Станом на 31 грудня 2011:
| Опис     | Загалом | Загалом | Чоловіки | Чоловіки | Жінки | Жінки |
| -------- | ------- | ------- | -------- | -------- | ----- | ----- |
| одиниця  | осіб    | %       | осіб     | %        | осіб  | %     |
| все      | 3020    | 100     | 1548     | 51.26    | 1472  | 48.74 |
| міське   | 0       | 100     | 0        |          | 0     |       |
| сільське | 3020    | 100     | 1548     | 51.26    | 1472  | 48.74 |

## Сусідні гміни
Гміна Нур межує з такими гмінами: Боґути-П'янкі, Заремби-Косьцельні, Стердинь, Церанув, Цехановець, Чижев, Шульбоже-Вельке.